# Kościół św. Stanisława Kostki w Gdańsku - Oliwie
Kościół św. Stanisława Kostki w Gdańsku – rzymskokatolicki kościół parafialny znajdujący się w Gdańsku. Wchodzi w skład dekanatu Gdańsk - Oliwa należącego do archidiecezji gdańskiej.

## Historia
- 15 sierpnia 1982 - erygowanie parafii przez bp Lecha Kaczmarka.
- 1983 - rozpoczęcie budowy kościoła wg projektu architektów Mirosława Kuczyńskiego i Stanisława Frątczak.
- 1985 - ukończenie budowy kościoła.
- 15 grudnia 1985 - poświęcenie kościoła przez abpa Tadeusza Gocłowskiego.[1]
- 2005 - intronizacja relikwii św. Stanisława Kostki
- październik 2006 - peregrynacja obrazu Jezusa Miłosiernego.

## Opis
W kościele znajdują się figury Jezusa, Matki Boskiej, oraz św. Stanisława Kostki, autorstwa Zygmunta Bukowskiego, stacje Drogi Krzyżowej autorstwa Sławomira Lisickiego. W wieży znajdują się trzy dzwony z 1994 r., odlane w Węgrowie.